# Verdienter Mitarbeiter der Staatssicherheit
Verdienter Mitarbeiter der Staatssicherheit war eine staatliche Auszeichnung  der Deutschen Demokratischen Republik (DDR), welche in Form eines Ehrentitels mit Urkunde und einer tragbaren Medaille verliehen wurde. 

## Beschreibung
Gestiftet wurde der Titel am 16. Dezember 1969; die erste Verleihung fand am 8. Februar 1970 anlässlich des 20. Jahrestages des Ministeriums für Staatssicherheit statt. Seine Verleihung erfolgte für die Würdigung und Anerkennung besonderer Verdienste um den Schutz und der Sicherung der sozialistischen Gesellschaftsordnung vor sog. Angriffen imperialistischer Mächte und deren Geheimdienste. Ferner auch für die Stärkung und Festigung des MfS sowie für langjährige vorbildliche Einsatzbereitschaft in diesem Gebiet. Die Anzahl der Höchstverleihungen war pro Jahr auf 20 Ehrentitel begrenzt.

## Medaille zum Ehrentitel

### Aussehen
Die vergoldete Medaille mit einem Durchmesser von 37,5 mm zeigt auf ihren Avers das Symbol der Staatssicherheit Schild und Schwert, welche farbig emailliert sind. Mittig des Schildes prangte das goldene kleine Staatswappen der DDR. Zusätzlich zum Schwert ist hinter dem Schild ein rot emailliertes Banner abgebildet worden, dessen Band über den oberen Rand der Medaille 4 mm hinausgeht und die goldene Inschrift: VERDIENTER MITARBEITER. Der Schild selber wird von je einem Eichenblatt links und rechts flankiert sowie der darunter liegenden Umschrift: DER STAATSSICHERHEIT. Das Revers der Medaille zeigt das Staatswappen der DDR mit der Umschrift: FÜR DEN SCHUTZ DER ARBEITER UND BAUERNMACHT.

### Trageweise
Getragen wurde die Medaille auf der linken oberen Brustseite an einem 24 × 11 mm weinroten bezogenen Ordensband. Die Interimsspange ist von gleicher Beschaffenheit zeigt jedoch zusätzlich das vergoldet aufgelegte Symbol der Staatssicherheit.